# Patsy Kensit
Patricia Jude Francis Kensit, más conocida como Patsy Kensit (Lambeth, Gran Londres, Inglaterra, 4 de marzo de 1968), es una actriz y cantante inglesa conocida por haber interpretado a "Sadie King" en Emmerdale Farm y a "Faye Morton" en la serie Holby City y por ser la voz de la banda de música pop Eighth Wonder. Debutó en el cine siendo una niña, etapa en la que trabajó con estrellas como Elizabeth Taylor y Mia Farrow. Posteriormente alternó su actividad en la pantalla grande (Lethal Weapon 2) con la música. En España, se hizo conocida también por su participación en la película Beltenebros de Pilar Miró.

## Biografía
Patsy es hija de James Henry "Jimmy the Dip" Kensit y de Margaret Rose Doohan-Kensit, una publicista. Tiene un hermano mayor llamado Jamie Kensit. Su madre murió en 1993 debido a cáncer de pecho y su padre en 1987. Este era asociado y amigo de las bandas de gánsteres conocidas como los gemelos "Kray" y los "Richardsons". Su padre estuvo en la cárcel un tiempo. Su abuelo paterno era un ladrón y falsificador y el padrino de su hermano fue el criminal Reggie Kray.
Es muy buena amiga de las actrices Rosie Marcel y Elizabeth Hurley, esta última es madrina de su hijo Lennon.
A principios de 1980 salió brevemente con el músico Michael Head de la banda "The Pale Fountains".
En mayo de 1988 se casó con el cantante Dan Donovan de la banda Big Audio Dynamite, sin embargo la pareja terminó en 1991.
Poco después el 3 de enero de 1992 Patsy se casó con el cantante Jim Kerr, líder de la banda Simple Minds, la pareja le dio la bienvenida a su primer hijo James Kerr en 1992, sin embargo más tarde la pareja se divorció en octubre de 1996.
El 7 de abril de 1997 se casó con el cantante Liam Gallagher de la banda Oasis, poco después en enero de 1998 Liam tuvo una aventura con Lisa Moorish con quien tuvo una hija, Molly. Más tarde Patsy y Liam tuvieron su primer hijo juntos, Lennon Francis Gallagher el 13 de septiembre de 1999 y finalmente un año después en el 2000 la pareja se divorció.
En el 2001 comenzó una aventura con el casado exjugador de fútbol Ally McCoist, sin embargo la relación terminó cuando el romance fue descubierto.
En el 2005 salió con Jean-Christophe Novelli.
Patsy salió brevemente con Calum Best.
En el 2006 salió con el actor David Walliams y el modelo Matt Holbrook quien era 15 años menor.
Poco después ese mismo año comenzó a salir con Killa Kela, sin embargo en el 2007 la pareja se separó.
Patsy comenzó a salir con el DJ Jeremy Healy, la pareja se casó el 18 de abril de 2009 sin embargo en febrero del 2010 la pareja se separó.

## Carrera
Patsy Kensit debutó en cine y televisión con poco más de 4 años de edad, por lo que se aproximó al estatus de niño prodigio o estrella infantil. Ha desarrollado una carrera desigual, con momentos de gran popularidad y otros menos afortunados. Se le ofreció el papel de Emily Waltham, la prometida de Ross Geller (David Schwimmer) en la exitosa serie norteamericana Friends, sin embargo lo rechazó. El papel le fue dado a la actriz Helen Baxendale.
Su segunda película fue El gran Gatsby (1974) donde interpretó a la hija de Mia Farrow y Bruce Dern. Dos años después participó en el filme de fantasía infantil El pájaro azul, de George Cukor, con un rutilante reparto (Elizabeth Taylor, Ava Gardner, Jane Fonda...) pero que no cubrió las expectativas. Una década después, tras múltiples trabajos no tan afamados, se codeó con David Bowie en Absolute Beginners; pero su salto al estrellato (más o menos fugaz) lo consiguió en 1989 con Lethal Weapon 2, donde seducía al protagonista Mel Gibson.
En 1991 coprotagonizó con Terence Stamp el filme español Beltenebros, dirigido por Pilar Miró.
El 10 de mayo de 2004 se unió al elenco de la exitosa serie británica Emmerdale Farm donde interpretó a Sadie Campbell-King hasta el 22 de septiembre de 2006 después de que su personaje decidiera irse de la villa después de descubrirse sus engaños. 
El 30 de enero de 2007 se unió al elenco de otra exitosa serie británica Holby City donde interpretó a la enfermera Faye Morton hasta el 28 de diciembre de 2010, después de que su personaje decidiera dejar el hospital.
En el 2010 participó en el programa Strictly Come Dancing su pareja fue el bailarín profesional Robin Windsor, sin embargo la pareja quedó en el séptimo puesto.
Desde el 18 de diciembre de 2011 hasta el 8 de enero de 2012 interpretó a la Reina Malvada en la obra Snow White.

### Música
Fue cantante en una banda de música pop: Eighth Wonder, que gozó de una fugaz trayectoria a pesar de dos éxitos en 1988. La canción "I'm Not Scared", escrita y coproducida por Pet Shop Boys, llegó al #7 del Reino Unido, y "Cross My Heart" obtuvo el lugar #13 en el single chart del mismo país.
Cantó junto a Eros Ramazzotti la canción "La luce buona delle stelle".

## Filmografía
Televisión:
| Año         | Título                        | Papel                    | Notas                                  |
| ----------- | ----------------------------- | ------------------------ | -------------------------------------- |
| 2007 - 2010 | Holby City                    | Faye Byrne               | 168 episodios                          |
| 2007        | A Bucket o' French & Saunders | Varios Personajes        | 2 episodios                            |
| 2004 - 2006 | Emmerdale Farm                | Sadie King               | 102 episodios                          |
| 2005        | A Bear's Tail                 | Helen Hennerson          | 6 episodios                            |
| 2002        | Murder in Mind                | Angela Stephenson        | episodio "Flashback"                   |
| 2001        | Casualty                      | Charlotte Leith-Jones    | episodio "Happily Ever After"          |
| 2001        | Strange Frequency             | -                        | episodio "Cold Turkey"                 |
| 1998        | The Last Don II               | Josie Cirolia            | episodio # 1.1                         |
| 1993        | Tales from the Crypt          | Bridget                  | episodio "As Ye Sow"                   |
| 1992        | Screen One                    | Hetty Sorrel             | episodio "Adam Bede"                   |
| 1989        | Theatre Night                 | Louka                    | episodio "Arms and the Man"            |
| 1985        | Hallmark Hall of Fame         | Emilie du Cailland       | episodio "The Corsican Brothers"       |
| 1984        | Diana                         | Joven Diana              | episodio # 1.1                         |
| 1984        | Jackanory Playhouse           | -                        | episodio "The Prattling Princess"      |
| 1983        | Luna                          | Luna                     | 6 episodios                            |
| 1982        | Frost in May                  | Nanda Gray               | episodio "Beyond the Glass"            |
| 1982        | Flesh and Blood               | -                        | episodio # 2.5                         |
| 1982        | Disneyland                    | Pollyanna                | episodio "The Adventures of Pollyanna" |
| 1982        | Schoolgirl Chums              | -                        | -                                      |
| 1981        | Great Expectations            | Estella                  | 3 episodios                            |
| 1980        | Hannah                        | Ruth Corder              | 4 episodios                            |
| 1979        | Penmarric                     | Joven Mariana            | 2 episodios                            |
| 1979        | The Legend of King Arthur     | Pequeña Morgan le Fay    | episodio # 1.1                         |
| 1979        | Prince Regent                 | Joven Princesa Charlotte | miniserie                              |
| 1978        | Armchair Thriller             | Tessa                    | 4 episodios                            |
| 1977        | The Foundation                | -                        | episodio "Separation"                  |
| 1976        | Dickens of London             | Georgina Hogarth         | 2 episodios                            |
| 1975        | Churchill's People            | Niña Brewster            | episodio "America! America!"           |
| 1974        | Z Cars                        | Joanna Page              | episodio "Joanna"                      |
| 1973        | The Brothers                  | Niña                     | episodio "Negotiations"                |

Películas:
| Año  | Título                                      | Papel                     | Notas |
| ---- | ------------------------------------------- | ------------------------- | --- |
| 2007 | The Magic Door                              | Rachel                    | junto a Jenny Agutter & Anthony Head                                                                           |
| 2006 | Played                                      | Heather McKay             | junto a Val Kilmer & Vinnie Jones                                                                              |
| 2004 | A Bear's Christmas Tail                     | Helen Hennerson           | junto a Sean Pertwee                                                                                           |
| 2004 | The Pavilion                                | Clara Huddlestone         | junto a Craig Sheffer & Richard Chamberlain                                                                    |
| 2004 | The All Star Comedy Show                    | Varios Personajes         | junto a Jane Horrocks                                                                                          |
| 2004 | Who's Your Daddy?                           | Heather McKay             | junto a Brandon Davis                                                                                          |
| 2003 | Shelter Island                              | Alexandria "Alex"         | junto a Stephen Baldwin & Ally Sheedy                                                                          |
| 2003 | Darkness Falling                            | Vicki                     | junto a Janet Kidder & Jason Priestley                                                                         |
| 2003 | Strange Frequency 2                         | -                         | segmento "Cold Turkey"                                                                                         |
| 2002 | The One and Only                            | Julie                     | junto a Justine Waddell & Richard Roxburgh                                                                     |
| 2002 | Bad Karma                                   | Maureen Hatcher/Agnes     | junto a Patrick Muldoon & Amy Locane                                                                           |
| 2001 | Loves Music, Loves to Dance                 | Darcy Scott               | junto a Cynthia Preston & Dean McDermott                                                                       |
| 2001 | Things Behind the Sun                       | Denise                    | junto a Kim Dickens & Gabriel Mann                                                                             |
| 2000 | Aladdin                                     | Princesa                  | junto a Ed Byrne                                                                                               |
| 2000 | Best                                        | Anna                      | junto a Adrian Lester & John Lynch                                                                             |
| 1999 | Janice Beard 45 WPM                         | Julia                     | junto a Rhys Ifans, Eileen Walsh & Perry Fenwick                                                               |
| 1999 | Speedway Junky                              | Donna                     | junto a Jesse Bradford & Jonathan Taylor Thomas                                                                |
| 1998 | Human Bomb                                  | Marcia Weller             | junto a Jürgen Prochnow & Dorian Healy                                                                         |
| 1996 | Grace of My Heart                           | Cheryl Steed              | junto a Illeana Douglas & Matt Dillon                                                                          |
| 1995 | Tunnel Vision                               | Kelly Wheatstone          | junto a Rebecca Rigg, Anthony Phelan & David Woodley                                                           |
| 1995 | At the Midnight Hour                        | Elizabeth Guinness        | junto a Lindsay Merrithew & Simon MacCorkindale                                                                |
| 1995 | Angels and Insects                          | Eugenia Alabaster Adamson | junto a Mark Rylance & Kristin Scott Thomas                                                                    |
| 1995 | Kleptomania                                 | Julie                     | junto a Amy Irving & Victor Garber                                                                             |
| 1995 | Dream Man                                   | Kris Anderson             | junto a Bruce Greenwood & Andrew McCarthy                                                                      |
| 1995 | Love and Betrayal: The Mia Farrow Story     | Mia Farrow                | junto a Dennis Boutsikaris & Chandra West                                                                      |
| 1994 | Fall from Grace                             | Lady Deirdre Sebright     | junto a James Fox & Michael York                                                                               |
| 1993 | Full Eclipse                                | Casey Spencer             | junto a Mario Van Peebles & Bruce Payne                                                                        |
| 1993 | Bitter Harvest                              | Jolene                    | junto a Stephen Baldwin & Jennifer Rubin                                                                       |
| 1992 | The Turn of the Screw                       | Jenny                     | junto a Julian Sands                                                                                           |
| 1992 | Adam Bede                                   | Hetty Sorrel              | junto a Iain Glen                                                                                              |
| 1992 | Blame It on the Bellboy                     | Caroline Wright           | junto a Dudley Moore, Bryan Brown, Richard Griffiths & Jim Carter                                              |
| 1991 | Beltenebros                                 | Rebeca                    | junto a Terence Stamp & José Luis Gómez. Dirigida por Pilar Miró, basada en una novela de Antonio Muñoz Molina |
| 1991 | Blue Tornado                                | Isabella                  | junto a Dirk Benedict & Ted McGinley                                                                           |
| 1991 | Twenty-One                                  | Katie                     | junto a Rufus Sewell                                                                                           |
| 1991 | Timebomb                                    | Dr. Anna Nolmar           | junto a Michael Biehn & Tracy Scoggins                                                                         |
| 1991 | Les époux ripoux                            | Deena                     | junto a Stéphane Freiss                                                                                        |
| 1990 | Bullseye!                                   | Joven Enferma en el Tren  | - |
| 1990 | Chicago Joe and the Showgirl                | Joyce Cook                | junto a Emily Lloyd & Kiefer Sutherland                                                                        |
| 1990 | Der Skipper                                 | Su                        | junto a Elizabeth Hurley & Jürgen Prochnow                                                                     |
| 1989 | Lethal Weapon 2                             | Rika Van Den Haas         | junto a Mel Gibson & Danny Glover                                                                              |
| 1989 | A Chorus of Disapproval                     | Linda Washbrook           | junto a Richard Briers & Jeremy Irons                                                                          |
| 1988 | Don Bosco                                   | Lina                      | junto a Ben Gazzara                                                                                            |
| 1986 | Absolute Beginners                          | Suzette                   | junto a David Bowie & Ray Davies                                                                               |
| 1985 | Silas Marner: The Weaver of Raveloe         | Eppie                     | junto a Ben Kingsley & Jenny Agutter                                                                           |
| 1983 | The Tragedy of Richard III                  | Lady Margaret Plantagenet | junto a Bernard Hill                                                                                           |
| 1982 | The Adventures of Pollyanna                 | Pollyanna                 | junto a Shirley Jones                                                                                          |
| 1980 | The Mystery of the Disappearing Schoolgirls | -                         | junto a Bridget Armstrong                                                                                      |
| 1979 | Quincy's Quest                              | Jennifer                  | junto a Tommy Steele                                                                                           |
| 1979 | Hanover Street                              | Sarah Sellinger           | junto a Lesley-Anne Down & Christopher Plummer                                                                 |
| 1979 | Lady Oscar                                  | Oscar de Joven            | junto a Andrew Bagley                                                                                          |
| 1976 | The Blue Bird                               | Mytyl                     | junto a Jane Fonda & Elizabeth Taylor                                                                          |
| 1976 | Alfie Darling                               | Penny                     | junto a Joan Collins                                                                                           |
| 1975 | Hennessy                                    | Angie Hennessy            | junto a Rod Steiger                                                                                            |
| 1974 | Oro                                         | Pequeña en Navidad        | junto a Susannah York                                                                                          |
| 1974 | The Great Gatsby                            | Pamela Buchanan           | junto a Mia Farrow & Bruce Dern                                                                                |
| 1972 | For the Love of Ada                         | Niña                      | - |

Teatro:
| Año         | Obra       | Papel         | Teatro            | Notas |
| ----------- | ---------- | ------------- | ----------------- | ----- |
| 2011 - 2012 | Snow White | Reyna Malvada | Churchill Theatre | -     |

Videojuegos:
| Año  | Título                           | Notas                                 |
| ---- | -------------------------------- | ------------------------------------- |
| 2000 | Imperium Galactica II: Alliances | Prestó su voz para la versión inglesa |

Apariciones:
| Año  | Título                    | Notas                      |
| ---- | ------------------------- | -------------------------- |
| 2010 | Strictly Come Dancing     | 21 episodios - concursante |
| 2008 | Who Do You Think You Are? | Episodio "Patsy Kensit"    |
| 2005 | Gameshow Marathon         | 3 episodios - concursante  |

## Premios y nominaciones
| Año  | Categoría                                                  | Premio                                           | Película/Serie | Resultado |
| ---- | ---------------------------------------------------------- | ------------------------------------------------ | -------------- | --------- |
| 2009 | Best Actress                                               | TV Choice Award                                  | Holby City     | Nominada  |
| 2007 | Best Actress                                               | TV Choice Award                                  | Holby City     | Nominada  |
| 2007 | Best Single Episode (junto a Jeff Hordley)                 | British Soap Award                               | Emmerdale Farm | Nominados |
| 2006 | Soap Bitch of the Year                                     | British Soap Award                               | Emmerdale Farm | Nominada  |
| 2005 | Soap Bitch of the Year                                     | British Soap Award                               | Emmerdale Farm | Nominada  |
| 2005 | Best Soap Newcomer                                         | TV Quick & TV Choice Award                       | Emmerdale Farm | Nominada  |
| 2005 | Best Soap Storyline (junto a Emma Atkins & Ken Farrington) | TV Quick & TV Choice Award                       | Emmerdale Farm | Ganaron   |
| 2005 | Women of the Year                                          | British Glamour Magazine Women of the Year Award | -              | Ganó      |
| 2004 | Most Popular Newcomer                                      | National Television Award                        | Emmerdale Farm | Nominada  |
| 1992 | Best Female Lead                                           | Independent Spirit Award                         | Twenty-One     | Nominada  |
| 1980 | Best Juvenile Actress in a Motion Picture                  | Young Artist Award                               | Hanover Street | Nominada  |